# Ahmed Wahby
Ahmed Wahbi ou Wahby (arabe : أحمد وهبي), de son vrai nom Ahmed Driche Tidjani né à Marseille le 15 novembre 1921 et mort à Alger le 28 octobre 1993, est un chanteur algérien.
Il est l'un des fondateurs avec Blaoui Houari du genre musical nommé El Asri, genre nouveau né à Oran dans les années 1940 et influencé par les grands maîtres de la musique arabe comme Mohamed Abdelwahab et Farid El Atrache, qui tout en empruntant son style à l'Orient utilise les rythmes et le langage poétique typiquement oranais.

## Biographie

### Naissance et famille
Né d'un père algérien et d'une mère française d'origine italienne, sa mère décède alors qu'il était encore nourrisson. Orphelin dès son jeune âge, il grandit ensuite avec sa sœur dans le quartier de Médina Jdida à Oran chez son grand père qui les recueille et les élève.
Son père est le chanteur Dader qui fut membre du groupe S'hab El Baroud ou Banda Zahouaniya du quartier de Médina Jdida.

### Début de carrière
Ahmed Wahbi va trouver sa vocation de chanteur à travers le réseau du scoutisme et notamment avec la création en 1937 du groupe de scouts musulmans d'Oran En-Najah dont il fera partie avec Hamou Boutlélis et Kada Mazouni. Son talent se révélera lors des longues veillées qui se déroulaient dans la forêt de Misserghin au cours desquelles il reprenait le répertoire de Mohammed Abdel Wahab.
Cependant, avant d’être un artiste reconnu, Ahmed Wahbi a connu la gloire dans le milieu de l’athlétisme et de la natation, après avoir été sacré champion dans le 110 mètres haies[réf. nécessaire].
Sa première apparition en public remonte à l’année 1946 à la salle « Atlas » d’Alger, avec Rouiched, Keltoum, Abderrahmane Aziz, Mohamed Touri, Missoum et Cheikh Er-Rouge.
Auteur compositeur dans le registre de la chanson oranaise, il a interprété plus de 800 chansons, depuis l’enregistrement de son premier disque 78 tours, en 1949, à la maison d’édition « Pacific ».

### Le succès
Après s’être investi dans la chanson, dans les années 1940, l’année 1950 sera une période faste, après sa rencontre avec Cheikh Abdelkader ElKhaldi. Il signera ses plus belles chansons dont Ya Touil Erragba, El Ghezal, Yemna. Son répertoire sera également enrichi, grâce à l’apport d’un autre chantre du Chi’r El-Malhoune, Cheikh Mostefa Benbrahim.
Ahmed Wahbi fut un militant nationaliste durant la guerre d'Algérie (1954-1962), lorsqu’il rejoint en août 1957, la base frontalière de l’Est, Ghardimaou, pour renforcer la troupe artistique du FLN et participer à des tournées de galas dans les pays amis d’Europe, d’Asie et du Moyen-Orient, pour représenter l’Algérie et son peuple en lutte pour sa liberté. À la base Ben M’hidi (Maroc), et dans les centres de soins ouverts dans la bande frontalière algéro-tunisienne, Ahmed Wahbi apporta réconfort et bonheur, à travers des interprétations de son répertoire, au profit des Djounoud de l’Armée de libération nationale (ALN). Après l’indépendance, son itinéraire artistique sera jalonné de succès avec ses chansons telles Wahran, Wahran.
Auteur compositeur, interprète, Ahmed Wahbi se préoccupe aussi du devenir des autres artistes, en présidant durant deux mandats successifs aux destinées de l’UNAL (Union Nationale des Arts Lyriques), en qualité de secrétaire général. Il sera l’invité de nombreuses émissions télévisées après sa rencontre avec Saïm Hadj son principal parolier. Il produira 19 œuvres de qualité. Ce fut une rencontre féconde que le chanteur mettra à profit pour mettre en musique les belles qacidas, comme « Fat elli fat », « Cha’lat la’youne ».
Ahmed Wahbi a participé dans des galas en parcourant d’autres villes du pays. Sa personnalité s’est forgée aussi dans ses séjours à l’étranger, comme à Paris où il se produisit au cabaret « El-Djazaïr » de la rue de la Huchette, dans le quartier latin. Il est vrai que Wahbi a donné à la chanson oranaise, une dimension qui a dépassé les frontières du Maghreb. Il s’inspirait toujours des grands maîtres de la chanson orientale classique et aimait évoquer de lointaines anecdotes nées de la rencontre avec Farid El Atrache ou Mohamed Abdelwahab et aussi son admiration pour Ryadh Soumbati.
Son retour dans la ville qu’il a toujours adulée sera une halte assez longue pour réfléchir à un projet qui lui tenait tant à cœur. Au crépuscule de sa vie, Ahmed Wahbi avait à cœur de manager un institut pour la promotion de la chanson oranaise avec des enseignants et un programme pédagogique élaboré. Le décor était planté dans le projet de réaménagement du Palais des Arts et de la Culture d'Oran (PACO) mais le projet n’a pas pu être concrétisé[réf. souhaitée].

### Fin de vie
Ahmed Wahbi va connaître des moments difficiles dans sa vie qui vont le marquer à jamais; son épouse décédera des suites d'une longue maladie. Ce qui l’affecta énormément. Ensuite, son fils Dader, fut ravi à la fleur de l’âge, victime d’un accident de la circulation. Ce fut le coup de grâce. L’auteur de Wahran, Wahran ne se relèvera jamais. Il dépérit et ne résista pas aux aléas de la vie. La ville d'Oran l'honorera en baptisant le conservatoire, entièrement rénové, en son nom. C’est le seul souvenir qui rappelle ce monument d’une richesse inestimable.
En mai 1992, Ahmed Wahbi était la neuvième personnalité du monde de la culture et des arts à être décoré de la médaille « Achir », alors qu’il était sur son lit d’hôpital, à Ben Aknoun, dans la banlieue d’Alger. Il s’éteindra quelques mois après, le 28 octobre 1993, à 71 ans, et sera, selon ses vœux, enterré dans la capitale, loin d’Oran, sa ville d’adoption, au cimetière Sidi Yahia de Bir Mourad Raïs à Alger.

## Le poète de «l'oranité profonde»
Auteur de plusieurs de ses chansons, il fera appel à d'autres poètes pour des textes authentiquement oranais. C'est ainsi qu'il sollicitera le poète Abdelkader El-Khaldi - l'auteur de Bakhta qui eut une grande influence sur la chanson oranaise - ou encore certains maîtres de la poésie populaire comme Mestfa Ben Brahim, cheikh Saïd el Mamouni ou Cheikh Benkablia. En 1950, il enregistre chez Pathé-Marconi sa chanson phare sur le thème de l'exil qui le consacre dans la tradition algérienne : Wahran Wahran, chanson où il évoque son père Dader.
L'essentiel de son œuvre, il la fera en exil puisqu'il vécut à Paris de 1947 à 1957 avant de rejoindre Tunis où il fonde la troupe musicale du FLN. Période où il mène une activité de propagande pour la cause algérienne. Résidant à Oran depuis l'indépendance, il ne quittera cette ville qu'à deux reprises : de 1965 à 1967 en séjournant à Paris puis de 1969 à 1971 pour le Maroc. De retour à Oran, il prendra la direction musicale du Théâtre régional d'Oran.

## Hommages et postérité
- En 1999, le groupe de rap français 113 et leur compositeur DJ Mehdi ont samplé le titre Harguetni Eddamaa (« la larme m'a brûlée ») de Wahby pour leur single Tonton du Bled[2],[3] de l'album Les Princes de la ville, pour ce qui sera un des plus gros succès du groupe. Les ayant-droit d'Ahmed Wahby poursuivront ensuite le groupe ainsi que DJ Mehdi en justice[4].

## Discographie

### Singles
- Wahran wahran
- Seredj ya fares
- bayet aalel jemar netguela
- Alach tloumouni
- Alf hila ou hila
- Bakhta
- Choufou el-hila
- H'kem ya rabi
- Kheira
- Mada j'ra
- Nabouni
- Ya arisna
- Ya moulate el-sac
- Ya ouchek el-zine
- Ya ouelfi
- Ya sayelni
- Yamna
- Bekit besslama watni
- Lasnamia
- Matoual da el-lil
- Wahd el-ghozal
- Ya dzayer
- Yamina zend'ha ichali
- Fet eli fet